# Gaozhai
Gaozhai (kinesiska: 高寨, 高寨苗族布依族乡) är en socken i Kina. Den ligger i provinsen Guizhou, i den sydvästra delen av landet, omkring 61 kilometer öster om provinshuvudstaden Guiyang.